# Chữ số Bengal
Chữ số Bengal (tiếng Bengal: সংখ্যা, đã Latinh hoá: shôṅkhya, tiếng Assam: সংখ্যা, đã Latinh hoá: xoiŋkha, tiếng Meitei: মশীং; ꯃꯁꯤꯡ, đã Latinh hoá: mashing) là một hệ đếm của hệ thống số, có nguồn gốc từ tiểu lục địa Ấn Độ, được sử dụng chính thức trong tiếng Bengal, tiếng Assam, tiếng Meitei và 3 trong số 22 ngôn ngữ chính thức của Ấn Độ, cũng như trong tiếng Bishnupriya, Chakma và Hajong (theo truyền thống). Chúng được sử dụng bởi hơn 350 triệu người trên khắp thế giới và là một biến thể của hệ ghi số Ấn Độ–Ả Rập.

## Bảng chữ số
| Chữ số Bengal | Chữ số Ả Rập | Tiếng Assam | Latinh hóa tiếng Assam | Tiếng Tây Assam | Latinh hóa tiếng Tây Assam | Tiếng Bengal | Latinh hóa tiếng Bengal | Tiếng Đông Bengal | Latinh hóa tiếng Đông Bengal | Tiếng Sylhet | Latinh hóa tiếng Sylhet |
| ------------- | ------------ | ----------- | ---------------------- | --------------- | -------------------------- | ------------ | ----------------------- | ----------------- | ---------------------------- | ------------ | ----------------------- |
| ০             | 0            | শূন্য, শূইন    | xuinnô, xuin           | শূন্য             | xuinnô                     | শূন্য          | shunnô                  | শূইন্য              | shuinnô                      | ꠡꠥꠁꠘ꠆ꠘ         | shuinnô                 |
| ১             | 1            | এক          | êk                     | আক, য়াক, এক      | aḳ, yaḳ, êk                | এক           | æk                      | এক                | æk                           | ꠄꠇ           | ex                      |
| ২             | 2            | দুই          | dui                    | দুই              | dui                        | দুই, দু, দো     | dui, du, do             | দুই                | dui                          | ꠖꠥꠁ           | dui                     |
| ৩             | 3            | তিনি          | tini                   | তিনি              | tini                       | তিন, তিনি       | tin,                    | তিন                | tin                          | ꠔꠤꠘ           | tin                     |
| ৪             | 4            | চাৰি          | sari                   | চাৰি              | sari                       | চার, চারি       | char, chari             | চাইর               | tsair/sair                   | ꠌꠣꠁꠞ          | sair                    |
| ৫             | 5            | পাঁচ          | pãs                    | পাঁচ              | pãs                        | পাঁচ           | pãch                    | পাঁচ                | pas                          | ꠙꠣꠌ           | fas                     |
| ৬             | 6            | ছয়          | sôy                    | ছই              | sôi                        | ছয়, ছ        | chhôy, chhô             | ছয়, ছ             | sôy, sô                      | ꠍꠄ           | sôy                     |
| ৭             | 7            | সাত          | xat                    | সাত              | xat                        | সাত           | shat                    | সাত, হাত            | shat, hat                    | ꠢꠣꠔ           | hat                     |
| ৮             | 8            | আঠ          | ath                    | আঠ              | ath                        | আট           | aṭ                      | আট, আষ্ট           | aṭ, ashṭô                    | ꠀꠐ           | aṭ                      |
| ৯             | 9            | ন           | nô                     | নউ              | nôu                        | নয়, ন        | nôy, nô                 | নয়, ন             | nôy, nô                      | ꠘꠄ           | nôy                     |

## Các giá trị lớn hơn
| Chữ số Bengal | Chữ số Ả Rập | Tiếng Assam             | Latinh hóa tiếng Assam         | Tiếng Tây Assam      | Latinh hóa tiếng Tây Assam      | Tiếng Bengal          | Latinh hóa tiếng Bengal          | Tiếng Đông Bengal  | Latinh hóa tiếng Đông Bengal   | Tiếng Sylhet | Latinh hóa tiếng Sylhet |
| ------------- | ------------ | ----------------------- | ------------------------------ | -------------------- | ------------------------------- | --------------------- | -------------------------------- | ------------------ | ------------------------------ | ------------ | ----------------------- |
| ১০            | 10           | দহ                      | dôh                            | দহ, দচ               | dôh, dôs                        | দশ                    | dôsh                             | দশ                 | dôsh                           | ꠖꠡ           | dôsh                    |
| ১১            | 11           | এঘাৰ                     | êgharô                         | এঘাৰ, এঘ্ৰ, এঘাৰাউ       | êgharô, êghrô, êgharau          | এগারো                   | ægarô                            | এগার                | ægarô                          | ꠄꠉꠣꠞ          | êgarô                   |
| ১২            | 12           | বাৰ                      | barô                           | বাৰ                   | barô                            | বারো                    | barô                             | বার                 | barô                           | ꠛꠣꠞ           | barô                    |
| ১৩            | 13           | তেৰ                      | têrô                           | তেৰ                   | têrô                            | তেরো                    | terô                             | তের                 | terô                           | ꠔꠦꠞ           | têrô                    |
| ১৪            | 14           | চৈধ্য, চৌধ্য                | soiddhô, souddhô               | চৈধ্য                  | soiddhô                         | চৌদ্দ, চোদ্দ              | chouddô, choddô                  | চৌদ্দ, চইদ্দ          | tsouddô/souddô, tsoiddô/soiddô | ꠌꠖ꠆ꠖ          | sôddô                   |
| ১৫            | 15           | পোন্ধৰ                    | pûndhôrô                       | পন্ধ্ৰ, পন্হৰ, পনৰ, পন্ৰ | pôndhrô, pônhôrô, pônôrô, pônrô | পনেরো, পনর              | pônerô, pônôrô                   | পনর, পনের, পুন্দর     | pônrô, pônerô, pundôrô         | ꠙꠘ꠆ꠖ, ꠙꠘ꠆ꠞ     | fôndô, fônrô            |
| ১৬            | 16           | ষোল্ল                     | xûllô                          | ষল্ল, ষোল্ল             | xôllô, xollô                    | ষোলো                    | sholô                            | ষুল্ল                | shullô                         | ꠡꠥꠟ꠆ꠟ          | shullô                  |
| ১৭            | 17           | সোতৰ                     | xûtôrô                         | সত্ৰ                  | xôtrô                           | সতেরো, সতর              | shôterô, shôtôrô                 | সতর, সতের, সাতার      | shôtrô, shôterô, shatarô       |              |                         |
| ১৮            | 18           | ওঠৰ                     | ûthôrô                         | অঠ্ৰ                  | ôthrô                           | আঠারো, আঠেরো              | atharo, athero                   |                    |                                |              |                         |
| ১৯            | 19           | ঊনৈচ                     | unnois                         | ঊন্নিহ, ঊন্নিচ           | unnih, unnis                    | ঊনিশ, ঊন্নিশ             | unish, unnish                    |                    |                                |              |                         |
| ২০            | 20           | বিচ, কুৰি                  | bis, kuri                      | বিচ, কুৰি               | bis, kuri                       | বিশ, কুড়ি                | bish, kuṛi                       | বিশ, কুড়ি             | bish, kuṛi                     | ꠛꠤꠡ           | bish                    |
| ২১            | 21           | একৈচ                     | êkois                          | একৈচ                  | êkois                           | একুশ                   | ekush                            | একুইশ               | ekuish                         | ꠄꠇꠂꠡ          | êxôish                  |
| ৩০            | 30           | ত্ৰিচ, তিৰিচ                | tris, tiris                    | ত্ৰিচ                  | tris                            | ত্রিশ, তিরিশ              | trish, tirish                    | তিশ, তিরিশ            | tish, tirish                   | ꠔꠤꠡ (ꠔꠤꠞꠤꠡ)     | tish (tirish)           |
| ৪০            | 40           | চল্লিচ                    | sollis                         | চল্লিচ                 | sollis                          | চল্লিশ                  | chôllish                         | চল্লিশ               | tsôllish/sôllish               | ꠌꠟ꠆ꠟꠤꠡ (ꠌꠣꠟ꠆ꠟꠤꠡ)  | sôllish (sallish)       |
| ৫০            | 50           | পঞ্চাচ                    | pônsas                         | পঞ্চাচ                 | pônsas                          | পঞ্চাশ                  | pônchash                         | পইঞ্চাশ              | pôinchash                      | ꠙꠂꠘ꠆ꠌꠣꠡ         | fôinchash               |
| ৬০            | 60           | ষাঠি                      | xathi                          | ষাঠি, চাঠি               | xathi, sathi                    | ষাট, ষাটি, ষাইট           | shaṭ, shaṭi, shaiṭ               | ষাইট                | shaiṭ                          | ꠡꠣꠁꠐ          | shaiṭ                   |
| ৭০            | 70           | সত্তৰ                    | xôttôr                         | সত্তুৰ                 | xôttur                          | সত্তর                  | shôttôr                          | সত্তর, সত্তইর, হত্তইর | shôttôr, shôttôir, hôttôir     | ꠡꠔ꠆ꠔꠂꠞ         | shôttôir                |
| ৮০            | 80           | আশী                      | axi                            | আচী                   | asi                             | আশি                    | ashi                             | আশি                 | ashi                           | ꠀꠡꠤ           | ashi                    |
| ৯০            | 90           | নব্বৈ                     | nôbboi                         | নব্বৈ                  | nôbboi                          | নব্বই, নব্বুই            | nôbbôi, nôbbui                   | নব্বই, নব্বুই         | nôbbôi, nôbbui                 | ꠘꠛ꠆ꠛꠂ          | nôbbôi                  |
| ১০০           | 100          | শ, এশ                   | xô, êxô                        | শ, আকচ               | xô, aḳsô                        | শত, একশ               | shôtô, ækshô                     | একশ                | ækshô                          | ꠄꠇꠡ          | exshô                   |
| ১০০০          | 1.000        | হাজাৰ, হেজাৰ, এহাজাৰ, এহেজাৰ    | hazar, hêzar, êhazar, êhêzar   | হাজাৰ, আক হাজাৰ          | hazar, aḳ hazar                 | এক হাজার, সহস্র          | æk hajar, shôhôsrô               | এক আজার             | æk azar                        | ꠄꠇ ‘ꠀꠎꠣꠞ      | ex azar                 |
| ১০,০০০        | 10.000       | দহ হাজাৰ/হেজাৰ, অযুত, এক অযুত | dôh hazar/hêzar, ozut, êk ozut | দহ হাজাৰ               | dôh hazar                       | দশ হাজার, এক অযুত        | dôsh hajar, æk ôjut              | দশ আজার             | dôsh azar                      | ꠖꠡ ‘ꠀꠎꠣꠞ      | dôsh ázar               |
| ১,০০,০০০      | 100.000      | লাখ, এক লাখ               | lakh, êk lakh                  | লাখ, আক লাখ            | laḳh, aḳ laḳh                   | লক্ষ, লাখ               | lôkkhô, lakh                     | লাখ                 | lakh                           | ꠟꠣꠈ           | lax                     |
| ১০,০০,০০০     | 1.000.000    | দহ লাখ, নিযুত, এক নিযুত      | dôh lakh, nizut, êk nizut      | দহ লাখ                | dôh laḳh                        | দশ লক্ষ, দশ লাখ, এক নিযুত | dôsh lôkkhô, dôsh lakh, æk nijut | দশ লক্ষ             | dôsh lôkkhô                    | ꠖꠡ ꠟꠣꠈ        | dôsh lax                |
| ১,০০,০০,০০০   | 10.000.000   | কোটি, এক কোটি               | kuti, êk kuti                  | কৌটি, আক কৌটি            | ḳouti, aḳ ḳouti                 | কোটি, ক্রোড়, করোড়          | koṭi, kroṛ, kôroṛ                | কুডি                 | kuḍi                           | ꠄꠇ ꠇꠥꠐꠤ        | ek kuṭi                 |
| ১০,০০,০০,০০০  | 100.000.000  | দহ কোটি                   | dôh kuti                       | দহ কৌটি                | dôh ḳouti                       | দশ কোটি                 | dôsh koti                        | দশ কুডি              | dôsh kuḍi                      | ꠖꠡ ꠇꠥꠐꠤ        | dôsh kuṭi               |

Ví dụ:
- 1065: Một nghìn không trăm sáu mươi lăm/Một nghìn sáu mươi lăm
- ১০৬৫: এহেজাৰ পঁষষ্ঠি। (tiếng Assam), এক হাজার পঁয়ষট্টি। (tiếng Bengal)

## Phân số

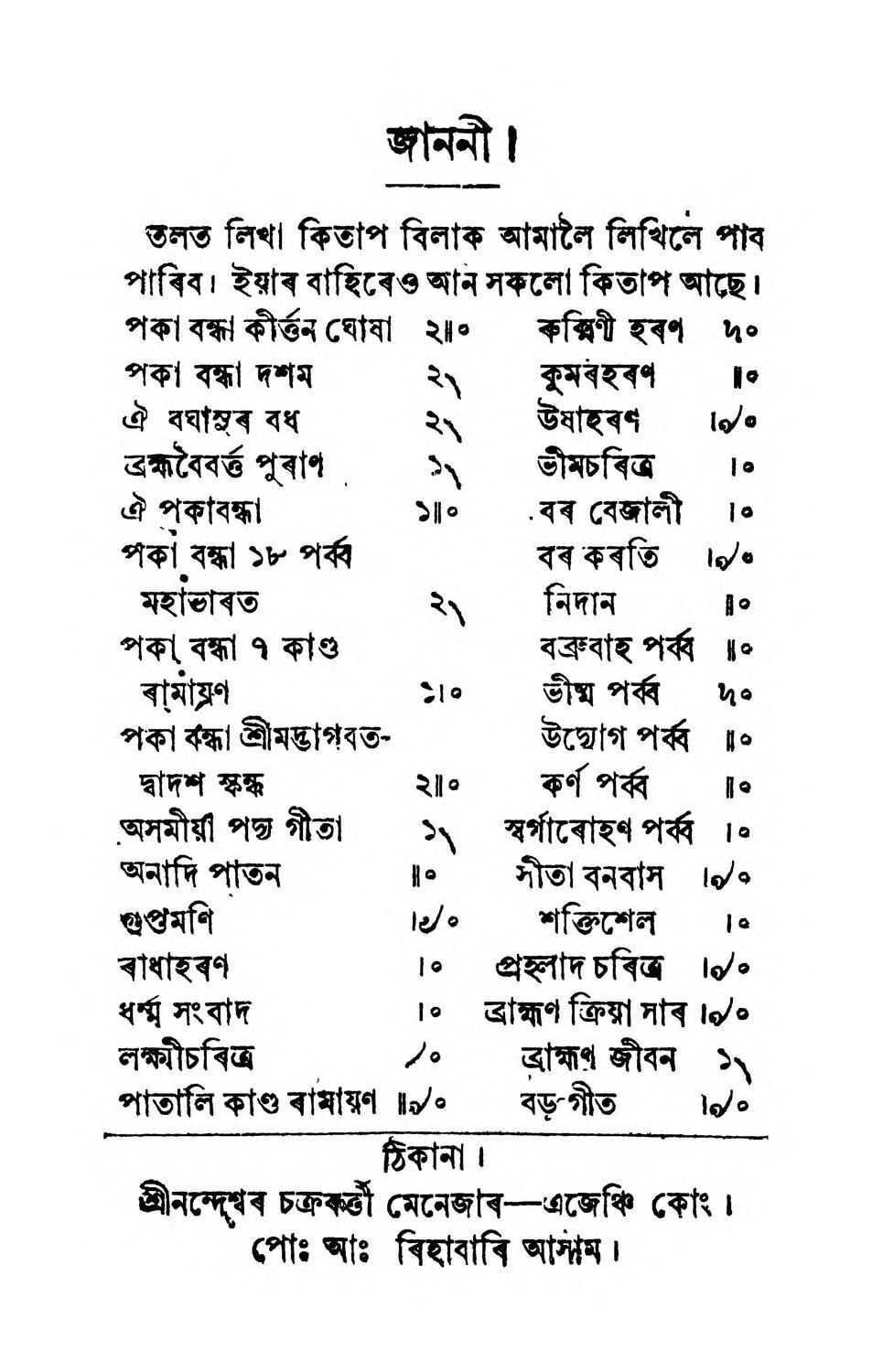
Danh sách ở trong một cuốn sách vào năm 1908, với giá được tính bằng rupee và anna. Giá ở góc trên bên trái là ২৷৷৹ (2 rupee và 8 anna, hoặc 2½ rupee), giá ở góc trên bên phải là ৸৹ (12 anna hoặc ¾ rupee).

Hệ chữ viết Bengal có riêng một bộ chữ số cho các phân số với mẫu là 16: 
| Kí tự | Tên    | Giá trị     | Tên khác      |
| ----- | ------ | ----------- | ------------- |
| ৴৹    | 1 ānā  | 1⁄16        | ১ আনা          |
| ৵৹    | 2 ānā  | 2⁄16        |               |
| ৶৹    | 3 ānā  | 3⁄16        |               |
| ৷৹    | 4 ānā  | 4⁄16 = 1⁄4  | সিকি, পোয়া, "সোয়া-" |
| ৷৴৹   | 5 ānā  | 5⁄16        |               |
| ৷৵৹   | 6 ānā  | 6⁄16        |               |
| ৷৶৹   | 7 ānā  | 7⁄16        |               |
| ৷৷৹   | 8 ānā  | 8⁄16 = 1⁄2  | আধুলি, "সাড়ে-"    |
| ৷৷৴৹  | 9 ānā  | 9⁄16        |               |
| ৷৷৵৹  | 10 ānā | 10⁄16       |               |
| ৷৷৶৹  | 11 ānā | 11⁄16       |               |
| ৸৹    | 12 ānā | 12⁄16 = 3⁄4 | "পৌনে-"         |
| ৸৴৹   | 13 ānā | 13⁄16       |               |
| ৸৵৹   | 14 ānā | 14⁄16       |               |
| ৸৶৹   | 15 ānā | 15⁄16       |               |
| ১৲    | 16 ānā | 16⁄16 = 1   | ১ টাকা          |

Hệ thống này từng là tiêu chuẩn định giá trước khi tiền tệ được phổ biến dưới dạng số thập phân: ২৲ (₹2), ২৷৷৹ (₹2-8, hoặc 2 rupee 8 anna).